# Marina Albiol Guzmán
Marina Albiol Guzmán (Grau de Castelló, 15 de desembre de 1982) és una política valenciana d'EUPV. Fou elegida eurodiputada al Parlament Europeu en les eleccions de 2014 per Esquerra Unida del País Valencià (EUPV).

## Biografia
Nascuda en Grau de Castelló l'any 1982, Marina Albiol és diplomada en fisioteràpia i magisteri.
Des del 2000 és militant del PCPV i d'Esquerra Unida del País Valencià, de la que des del 2003 n'és membre del Consell Polític d'Esquerra Unida. Entre 2003 i 2007 va ser coordinadora de Joves d'Esquerra Unida del País Valencià. També és membre de la Comissió Política del PCPV i de la Plataforma per la III República.
Fou escollida diputada per la circumscripció de Castelló a les eleccions a les Corts Valencianes de 2007 per la coalició Compromís pel País Valencià, que abandonà junt als seus companys d'EUPV per passar-se al grup de diputats no adscrits en el marc de la crisi de la coalició.
Repetidament ha acusat Carlos Fabra de corrupció (ja que aquest hauria defraudat a Hisenda quasi 1 milió d'euros i no pot justificar l'origen d'uns altres 3.713.796 euros) i critica la construcció d'un aeroport a Castelló de la mà també de Carlos Fabra, de dubtosa utilitat. Aquestos fets li valgueren una denúncia per injúries, presentada per Carlos Fabra, que finalment seria desestimada.
També ha denunciat l'existència de contractes irregulars de la Generalitat que beneficien l'arquitecte Santiago Calatrava Valls, en concret ella mateixa va taure a la llum el suposat sobrecost del projecte del Centre de Convencions de Castelló pel qual Calatrava hauria cobrat 2’7 milions d'euros i que no ha començat a construir-se.
En novembre de 2010 fou escollida per encapçalar la llista d'EUPV per la província de Castelló a les eleccions a les Corts Valencianes de 2011. Com a diputada, s'ha convertit en una de les principals portaveus de la lluita contra la pràctica de la fracturació hidràulica a Castelló i contra les prospeccions petrolieres en la zona.
En 2011 va participar en la II Flotilla Rumb a Gaza i en 2013 en les Brigades que va organitzar UNADIKUM a Gaza.
En 2014 va ser triada en quart lloc en la candidatura de la coalició l'Esquerra Plural en les eleccions al Parlament Europeu de 2014 per a la VII Legislatura en què es va mostra crítica amb la política migratòria de la Unió Europea i la construcció de l'Europa fortalesa, i contrària a l'intent de cop d'estat de Juan Guaidó a Veneçuela.